# Карл-Теодор Маєр
Карл-Теодор Маєр (нім. Karl-Theodor Mayer; 15 серпня 1921, Санкт-Файт-ан-дер-Глан — 22 жовтня 1996) — німецький офіцер-підводник, оберлейтенант-цур-зее крігсмаріне.

## Біографія
1 грудня 1939 року вступив на флот. В липні-грудні 1940 року служив на мінному-тральщику M-21, з червня 1941 по березень 1942 року — на торпедному катері «Лев» в 27-й флотилії. З 25 квітня 1942 року — 2-й вахтовий офіцер на підводному човні U-382. В березні-травні 1944 року пройшов курс командира човна. З 20 травня 1944 по 30 березня 1945 року — командир U-72. В березні-травні 1945 року — офіцер з випробування торпед човнів типу XXI в 1-му навчальному дивізіоні підводних човнів. Після війни працював адвокатом в Клагенфурті.

## Звання
- Кандидат в офіцери (1 грудня 1939)
- Морський кадет (1 травня 1940)
- Фенріх-цур-зее (1 листопада 1940)
- Оберфенріх-цур-зее (1 листопада 1941)
- Лейтенант-цур-зее (1 травня 1942)
- Оберлейтенант-цур-зее (1 грудня 1943)